# Nostra Signora del Santissimo Sacramento e Santi Martiri Canadesi
Nostra Signora del Santissimo Sacramento e dei Santi Martiri Canadesi é uma igreja de Roma, localizada na Via Giovanni Battista de Rossi, no quartiere Nomentano. É dedicado ao Santíssimo Sacramento e aos Santos Mártires Canadenses.
Além de igreja nacional dos canadenses, ela é também a sede do título cardinalício de Nossa Senhora do Santíssimo Sacramento e Santos Mártires Canadenses, cujo cardeal-presbítero protetor é Patrick D’Rozario, arcebispo de Dhaka, em Bangladesh.

## História

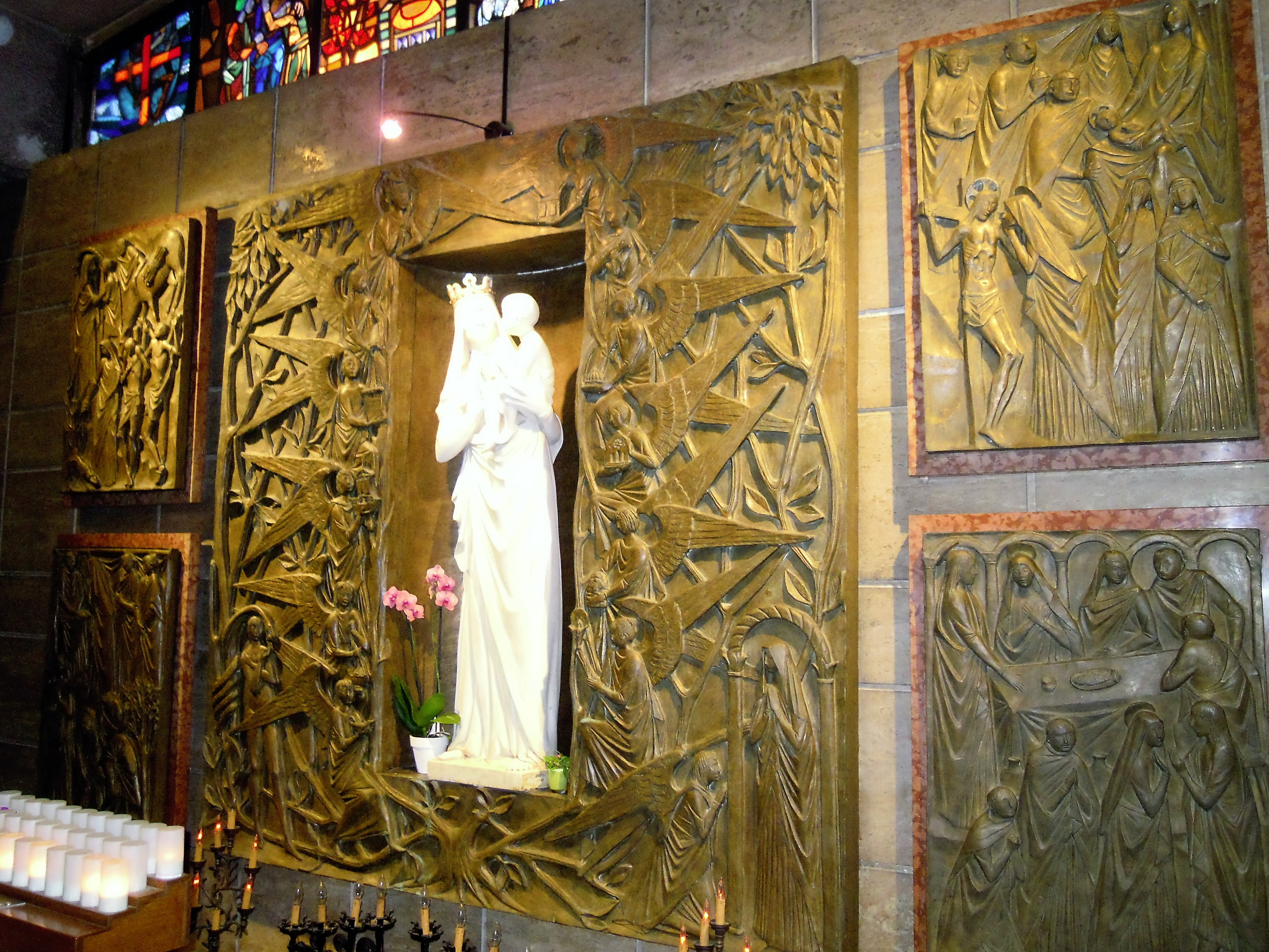
Estátua da Virgem com o Menino.

Esta igreja teve sua origem em 1948 por causa da decisão da Congregação do Santíssimo Sacramento de construir um novo edifício como sede de sua própria cúria geral em Roma num terreno previamente adquirido na Via Giovanni Battista de Rossi. A Diocese de Roma impôs como condição para aprovação do projeto a construção, no interior do novo complexo dos religiosos do Santíssimo Sacramento, de uma igreja aberta ao público como sede paroquial para satisfazer às necessidades pastorais da região à volta.
Depois de um primeiro projeto recusado, em março de 1950, o arquiteto Bruno Maria Apollonj Ghetti apresentou a proposta vitoriosa. As obras de construção começaram logo em seguida e terminaram em 1955: em 14 de junho daquele mesmo ano a igreja foi inaugurada; a nova paróquia foi criada em 19 de outubro através do decreto Nominem quidam do cardeal-vigário Clemente Micara, que a entregou aos cuidados da Congregação dos Sacerdotes do Santíssimo Sacramento.

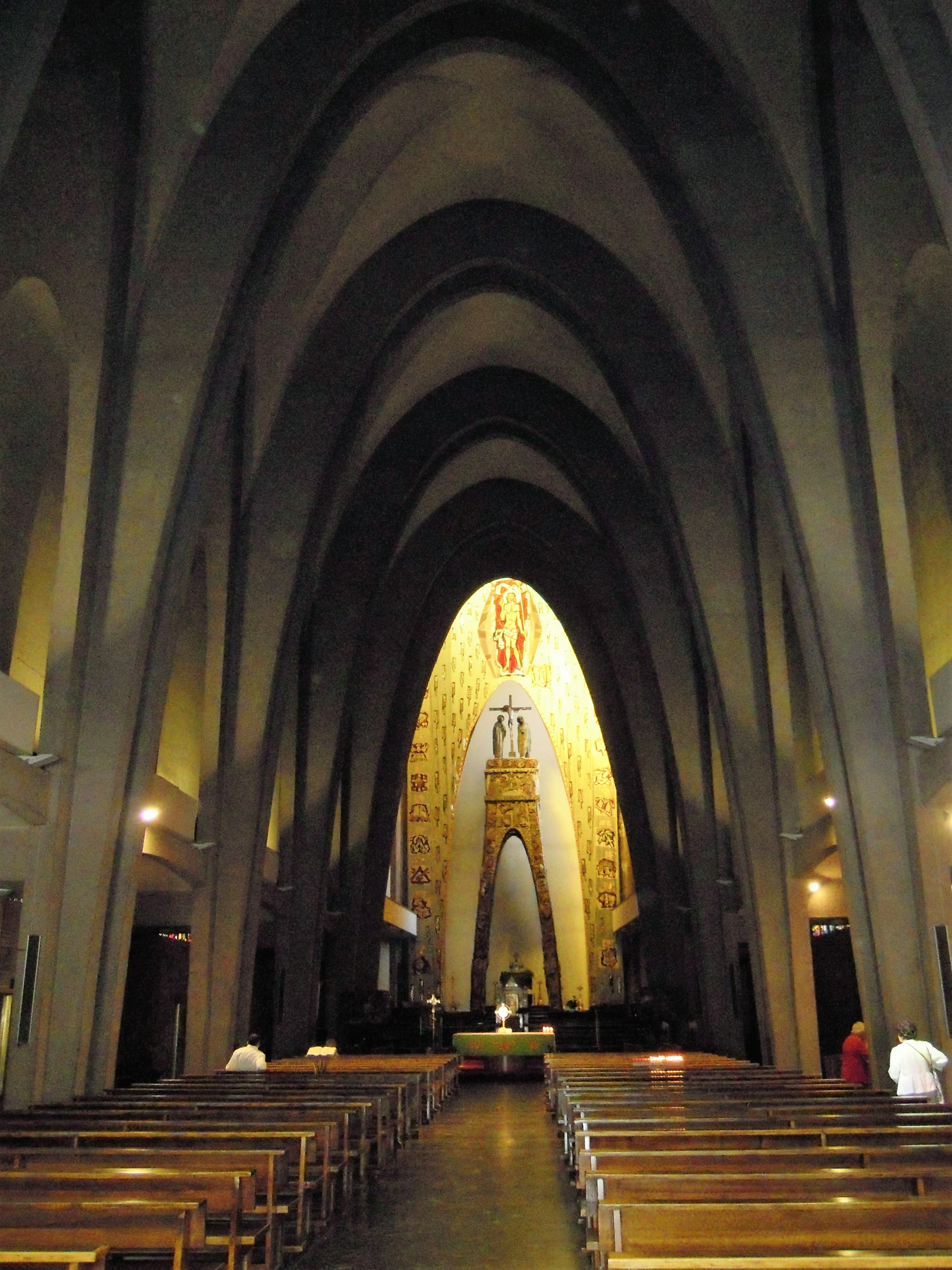
Vista do interior.

Neste ínterim , ao título original de "Nostra Signora del Santissimo Sacramento", foi acrescentado o dos "Santos Mártires Canadenses" (século XVI) para criar a igreja nacional canadense em Roma. O cardeal Paul-Émile Léger a consagrou em 1 de novembro de 1962. Em 1965, o papa Paulo VI criou o título cardinalício com base nesta paróquia.

## Descrição
| “ | Recordando os primeiros missionários que sofreram o martírio nas florestas virgens do Canadá, o arquiteto Bruno M. Conte Apollonj-Ghetti propôs uma solução premente de ogivas parabólicas: feixes de palmeiras estilizadas erguendo-se do chão, projetando-se para o alto, onde se expandem, abraçam, se repetem, como em uma grande floresta, tantas vezes quanto nos cruzeiros; eles se dobram para criar o arco triunfal sobre o ostensório. | ” |
|   | — Diocese de Roma. |   |

Do vão de entrada, uma rampa dupla de degraus leva à cripta subterrânea, onde está o batistério. A igreja apresenta um rico altar-mor, com um ostensório de Francesco Nagni, um baldaquino com relevos e a "Crucificação" de Angelo Biancini. O edifício sagrado é enriquecido e iluminado por numerosos vitrais, obra de Marcello Avenali e Giovanni Hajnal, representando cenas bíblicas e símbolos religiosos ligados ao tema da Eucaristia. Importantes do ponto de vista artístico são, também, os confessionários, realizados por Hajnal, nos quais estão incluídos vitrais multicoloridos de cristal representando cenas bíblicas relacionadas ao sacramento da confissão.